# Giacomo Monico
Giacomo Monico (Riese Pio X, 26 de junio de 1776 - Venecia, 25 de abril de 1851) fue un prelado italiano y patriarca de Venecia desde 1827 y fue ordenado cardenal el 29 de julio de 1833 por el papa Gregorio XVI.

## Biografía
Nació el 26 de junio de 1776 en Riese Pio X. Fue educado en el seminario de la diócesis de Treviso y ordenado sacerdote en 1801. Luego enseñó en el seminario local antes de ser nombrado párroco en Asolo. En 1823 fue nombrado obispo de Ceneda en la diócesis de Vittorio Veneto. En 1827 fue nombrado Patriarca de Venecia y durante su gestión al frente de la diócesis de Venecia era un firme defensor de la regla de la casa de Habsburgo; después de la derrota de la República de San Marcos presidió una solemne Te Deum en la Basílica de San Marcos.
A pesar de ser un cardenal a partir del año 1833, no participó en el cónclave de 1846 tras la muerte de Gregorio XVI. Falleció el 15 de abril de 1851.